# Wezmę cię
Wezmę cię – drugi album studyjny polskiego zespołu pop-rockowego Poparzeni Kawą Trzy. Wydany został 30 listopada 2013 roku nakładem wytwórni płytowej Fonografika. Teksty piosenek napisał Rafał Bryndal. Wydawnictwo składa się z płyty CD z premierowym materiałem oraz DVD, zawierającej zapis koncertu zespołu, zarejestrowany 3 sierpnia 2012 roku podczas XVIII Przystanku Woodstock w Kostrzynie nad Odrą.

## Lista utworów
Opracowano na podstawie materiału źródłowego.

### CD
1. „Byłaś dla mnie wszystkim” – 3:20
2. „Chodźmy na kebab” – 3:01
3. „Pani mecenas” – 4:11
4. „Biała skarpeta i sandał” – 3:32
5. „Chyamba” – 2:53
6. „Tatuaże” – 3:15
7. „PiłkarSKA” – 3:07
8. „5 minut” – 3:22
9. „Ciesz się, że wracam” – 4:23
10. „All that she wants” – 3:35
11. „Wezmę cię” – 2:28

### DVD
1. „Ciągoty”
2. „Depresja”
3. „Kawałek do tańca”
4. „Chyamba”
5. „Pani mecenas”
6. „Jarosław Ka”
7. „Sołdat”
8. „Chodźmy na kebab”
9. „Chyba się zakochałem”
10. „5 minut”
11. „Życie ułożyć”
12. „Ochujałem”
13. „Gaduła Jurka 1"
14. „Kawałek do tańca”
15. „Feministka”
16. „Trzeba się napić”
17. „Gaduła Jurka 2"
18. „PiłkarSKA”

## Pozycje na listach
| Lista (2014) | Najwyższa pozycja |
| ------------ | ----------------- |
| ZPAV         | 45                |